# Frank Nazar
Frank Nazar (né le 14 janvier 2004 à Mount Clemens dans l'État du Michigan aux États-Unis) est un joueur américain de hockey sur glace. Il évolue à la position d'attaquant.

## Biographie

### Carrière junior
En 2017, Nazar participe au Tournoi pee-wee de Québec avec le Honeybaked de Détroit, terminant à la 2e place.
De 2017 à 2020, il évolue pour deux équipes de Détroit, les Honeybaked et Little Caesars.
Il intègre le Programme de Dévelopement National lors de la saison 2020-2021.
En prévision du repêchage de 2022, la centrale de recrutement de la LNH le classe au 21e rang des espoirs nord-américains chez les patineurs.

### En équipe nationale
Nazar représente les États-Unis. Il participe aux Jeux olympiques de la jeunesse en 2020. Il remporte la médaille d'argent, s'inclinant 4-0 contre la Russie.
Il participe au Championnat du monde moins de 18 ans en 2022 et remporte la médaille d'argent avec la formation américaine, s'inclinant 6-4 en finale face à la Suède.
En prévision du repêchage de 2022, la centrale de recrutement de la LNH le classe au 21e rang des espoirs nord-américains chez les patineurs.
Il est sélectionné au 13e rang par les Blackhawks de Chicago.

## Statistiques

### En club
| Saison    | Équipe                            | Ligue                     |    | Saison régulière | Saison régulière | Saison régulière | Saison régulière | Saison régulière |   | Séries éliminatoires | Séries éliminatoires | Séries éliminatoires | Séries éliminatoires | Séries éliminatoires |
| Saison    | Équipe                            | Ligue                     | PJ | B                | A                | Pts              | Pun              | PJ               | B | A                    | Pts                  | Pun                  |                      |                      |
| 2016-2017 | Honeybaked de Détroit             | Tournoi pee-wee de Québec | 5  | 6                | 3                | 9                | 0                | -                | - | -                    | -                    | -                    |                      |                      |
| 2017-2018 | Honeybaked de Détroit 13U AAA     | HPHL U13                  | 17 | 4                | 7                | 11               | 0                | -                | - | -                    | -                    | -                    |                      |                      |
| 2018-2019 | Little Caesars de Détroit 14U AAA | U14 AAA                   | -  | -                | -                | -                | -                | -                | - | -                    | -                    | -                    |                      |                      |
| 2018-2019 | Generals d'Oshawa Selects U15     | WSI U15                   | 7  | 3                | 2                | 5                | 4                | -                | - | -                    | -                    | -                    |                      |                      |
| 2019-2020 | Honeybaked de Détroit 15U AAA     | U15 AAA                   | 55 | 49               | 78               | 127              | -                | -                | - | -                    | -                    | -                    |                      |                      |
| 2019-2020 | Honeybaked de Détroit 15U AAA     | HPHL U15                  | 10 | 12               | 12               | 24               | 22               | -                | - | -                    | -                    | -                    |                      |                      |
| 2019-2020 | Team Grey                         | USA-S15                   | 4  | 4                | 4                | 8                | 0                | -                | - | -                    | -                    | -                    |                      |                      |
| 2020-2021 | USNTDP Juniors                    | USHL                      | 31 | 20               | 16               | 36               | 16               | -                | - | -                    | -                    | -                    |                      |                      |
| 2020-2021 | USNTDP U17                        | USDP                      | 45 | 28               | 27               | 55               | 20               | -                | - | -                    | -                    | -                    |                      |                      |
| 2020-2021 | USNTDP U18                        | USDP                      | 2  | 2                | 1                | 3                | 0                | -                | - | -                    | -                    | -                    |                      |                      |
| 2021-2022 | USNTDP U18                        | USDP                      | 56 | 28               | 42               | 70               | 20               | -                | - | -                    | -                    | -                    |                      |                      |
| 2021-2022 | USNTDP Juniors                    | USHL                      | 24 | 15               | 20               | 35               | 8                | -                | - | -                    | -                    | -                    |                      |                      |
| 2022-2023 | Wolverines du Michigan            | B1G                       | 13 | 2                | 5                | 7                | 0                | -                | - | -                    | -                    | -                    |                      |                      |
| 2023-2024 | Wolverines du Michigan            | B1G                       | 41 | 17               | 24               | 41               | 18               | -                | - | -                    | -                    | -                    |                      |                      |
| 2023-2024 | Blackhawks de Chicago             | LNH                       | 3  | 1                | 0                | 1                | 0                | -                | - | -                    | -                    | -                    |                      |                      |

### En équipe nationale
| Année | Équipe         | Compétition                          |   | PJ | B | A | Pts | Pun               |  | Résultat |
| 2020  | États-Unis U16 | Jeux olympiques de la jeunesse       | 4 | 3  | 2 | 5 | 8   | Médaille d'argent |  |          |
| 2022  | États-Unis U18 | Championnat du monde moins de 18 ans | 6 | 3  | 6 | 9 | 4   | Médaille d'argent |  |          |